# Actinomycose
Actinomycose is een zeldzame infectieziekte veroorzaakt door de bacterie Actinomyces israelii. Actinomycose wordt gekenmerkt door pijnlijke abcessen in de mond, longen en/of spijsverteringsorganen. Ernstige actinomycose abcessen groeien in een tijdsbestek van enkele maanden zodanig dat ze de omringende huid doorbreken en vervolgens grote hoeveelheden pus lekken. De Actinomyces bacterie is doorgaans gevoelig voor penicilline.